# The Voice Portugal (2.ª edição)
A segunda edição do The Voice Portugal estreou a 30 de março de 2014 na RTP1. O programa foi apresentado por Catarina Furtado e Vasco Palmeirim, tendo como repórteres de exterior e de bastidores Laura Figueiredo, Mariana Monteiro e Pedro Fernandes. O grupo de mentores é constituído por Mickael Carreira, Marisa Liz, Anselmo Ralph e Rui Reininho, sendo este último o único que transita da primeira edição para a segunda.

## Equipas
| - Vencedor - Segundo lugar - Terceiro lugar - Quarto lugar | - Eliminado(a) nas Galas ao vivo - Eliminado(a) nos Tira-Teimas - Roubado(a) por outro mentor nas Batalhas - Eliminado(a) nas Batalhas |

| Mentores                                                                                        | Concorrentes        | Concorrentes        | Concorrentes        | Concorrentes    | Concorrentes |
| ----------------------------------------------------------------------------------------------- | ------------------- | ------------------- | ------------------- | --------------- | ------------ |
| Mickael Carreira                                                                                |                     |                     |                     |                 |              |
| Nuno Ribeiro                                                                                    | Jéssica Cipriano    | Mariana Bandhold    | Carlos Costa        | Bernardo Nunes  |              |
| Diogo Correia                                                                                   | Catarina Alves      | André Carneiro      | Maria C. Moreira    | Sandra & Rui    |              |
| Renata Gonçalves                                                                                | Inês Guedes         | Mário Pedrosa       | Catarina Correia    | Dinis Coutinho  |              |
| Filipa Henriques                                                                                | Joel Ferreira       | Alexandre Guerra    |                     |                 |              |
| Marisa Liz                                                                                      |                     |                     |                     |                 |              |
| Luís Sequeira                                                                                   | Bianca Barros       | Nuno Pinto          | Bruno Vieira        | Ricardo Morais  |              |
| Renata Gonçalves                                                                                | Inês Góis           | Miguel Monteiro     | Gabriela Marramaque | Fábio de Sousa  |              |
| Maria C. Moreira                                                                                | Inês Lucas          | Sandy Soares        | Nádia Marques       | Teresa Rocha    |              |
| Anouska Romão                                                                                   | Mariana Morais      | João Alves          |                     |                 |              |
| Anselmo Ralph                                                                                   |                     |                     |                     |                 |              |
| Rui Drumond                                                                                     | Leonor Andrade      | Rita Seidi          | Pedro Garcia        | João Parreira   |              |
| Mariana Azevedo                                                                                 | Elisabete Batista   | Vanessa Martins     | David Fonseca       | Inês Guedes     |              |
| Jéssica Cipriano                                                                                | Constança Gonçalves | Ricardo Costa       | Maria Santos        | Carla Batista   |              |
| Diogo Binnema                                                                                   | Sofia Fortuna       | Raquel Silva        |                     |                 |              |
| Rui Reininho                                                                                    |                     |                     |                     |                 |              |
| Alexandre Casimiro                                                                              | Tiago Garrinhas     | Constança Gonçalves | Sara Ribeiro        | Ricardo Costa   |              |
| Pablo Oliveira                                                                                  | Gonçalo Silva       | Glória Pretorius    | Benedita Gonçalves  | Tatiana André   |              |
| Mariana Azevedo                                                                                 | Fábio de Sousa      | Gabriela Pina       | Bruno Lestre        | Rebeca Reinaldo |              |
| Patrícia Araújo                                                                                 | Marta Carrilho      | Carolina Santos     |                     |                 |              |
| Nota: Concorrentes roubados estão em itálico (nomes riscados na equipa de onde foram roubados). |                     |                     |                     |                 |              |

## Provas Cegas
Legenda:

### 1.º Episódio (30 de março de 2014)
No início do primeiro episódio, os mentores interpretaram um medley de quatro canções suas.
| Ordem | Concorrente                            | Canção                        | Escolha dos mentores | Escolha dos mentores | Escolha dos mentores | Escolha dos mentores |
| Ordem | Concorrente                            | Canção                        | Mickael              | Marisa               | Anselmo              | Rui                  |
| ----- | -------------------------------------- | ----------------------------- | -------------------- | -------------------- | -------------------- | -------------------- |
| 1     | Alexandre Casimiro (19 anos, Alenquer) | "Roadhouse Blues"             | ✔                    | ✔                    | ✔                    | ✔                    |
| 2     | Constança Gonçalves (17 anos, Lisboa)  | "Canção de Alterne"           | ✔                    | —                    | ✔                    | —                    |
| 3     | Anouska Romão (27 anos, Maia)          | "I Have Nothing"              | ✔                    | ✔                    | ✔                    | ✔                    |
| 4     | Miguel Correia (33 anos, Porto)        | "Para os Braços da Minha Mãe" | —                    | —                    | —                    | —                    |
| 5     | Benedita Gonçalves (20 anos, Lisboa)   | "Get Lucky"                   | ✔                    | —                    | —                    | ✔                    |
| 6     | Gabriela Pina (29 anos, Viseu)         | "Highway to Hell"             | ✔                    | —                    | ✔                    | ✔                    |
| 7     | Júlio Panão (37 anos, Sesimbra)        | "Sempre que brilha o sol"     | —                    | —                    | —                    | —                    |
| 8     | Pedro Garcia (17 anos, Funchal)        | "Use Somebody"                | ✔                    | ✔                    | ✔                    | ✔                    |
| 9     | Inês Lucas (19 anos, Oeiras)           | "Ho Hey"                      | ✔                    | ✔                    | —                    | —                    |
| 10    | Iolanda Costa (19 anos, Pombal)        | "Who You Are"                 | —                    | —                    | —                    | —                    |
| 11    | João Correia (19 anos, Lisboa)         | "The Scientist"               | —                    | —                    | —                    | —                    |
| 12    | Miguel Monteiro (24 anos, Lisboa)      | "Georgia On My Mind"          | ✔                    | ✔                    | ✔                    | —                    |
| 13    | Nádia Marques (25 anos, Lisboa)        | "House of the Rising Sun"     | —                    | ✔                    | ✔                    | ✔                    |
| 14    | Renata Gonçalves (16 anos, Porto)      | "Purple Rain"                 | ✔                    | ✔                    | ✔                    | ✔                    |

### 2.º Episódio (6 de abril de 2014)
| Ordem | Concorrente                               | Canção                | Escolha dos mentores | Escolha dos mentores | Escolha dos mentores | Escolha dos mentores |
| Ordem | Concorrente                               | Canção                | Mickael              | Marisa               | Anselmo              | Rui                  |
| ----- | ----------------------------------------- | --------------------- | -------------------- | -------------------- | -------------------- | -------------------- |
| 1     | Dinis Coutinho (25 anos, Sever do Vouga)  | "Granada"             | ✔                    | ✔                    | ✔                    | ✔                    |
| 2     | Maria Constança (21 anos, Lisboa)         | "Seven Nation Army"   | ✔                    | ✔                    | —                    | ✔                    |
| 3     | Gabriela Marramaque (18 anos, Tomar)      | "Lullaby of Birdland" | ✔                    | ✔                    | ✔                    | ✔                    |
| 4     | João Parreira (29 anos, Caldas da Rainha) | "Não Me Toca"         | ✔                    | —                    | ✔                    | ✔                    |
| 5     | Joana Ferreira (22 anos, Sever do Vouga)  | "At Last"             | —                    | —                    | —                    | —                    |
| 6     | Carlos Costa (21 anos, Lisboa)            | "I Have Nothing"      | ✔                    | —                    | —                    | —                    |
| 7     | Bernardo Nunes (25 anos, Lisboa)          | "Fast Car"            | ✔                    | ✔                    | —                    | —                    |
| 8     | Fábio de Sousa (32 anos, Quinta do Conde) | "Rolling in the Deep" | ✔                    | —                    | —                    | ✔                    |
| 9     | Mariana Morais (21 anos, Tavira)          | "Right To Be Wrong"   | —                    | ✔                    | —                    | ✔                    |
| 10    | Pedro Resende (21 anos, Espinho)          | "Iris"                | —                    | —                    | —                    | —                    |
| 11    | André Carneiro (21 anos, Porto)           | "Cannonball"          | ✔                    | —                    | —                    | —                    |
| 12    | Nuno Ribeiro (16 anos, Porto)             | "Dia D"               | ✔                    | ✔                    | —                    | —                    |
| 13    | Filipa Brochado (16 anos, Barcelos)       | "The Show Must Go On" | —                    | —                    | —                    | —                    |
| 14    | Sofia Fortuna (21 anos, Porto)            | "Paris (Ooh La La)"   | —                    | —                    | ✔                    | —                    |
| 15    | Leonor Andrade (19 anos, Palmela)         | "Feeling Good"        | ✔                    | ✔                    | ✔                    | ✔                    |

### 3.º Episódio (13 de abril de 2014)
| Ordem | Concorrente                                          | Canção                                    | Escolha dos mentores | Escolha dos mentores | Escolha dos mentores | Escolha dos mentores |
| Ordem | Concorrente                                          | Canção                                    | Mickael              | Marisa               | Anselmo              | Rui                  |
| ----- | ---------------------------------------------------- | ----------------------------------------- | -------------------- | -------------------- | -------------------- | -------------------- |
| 1     | Mário Pedrosa (19 anos, Paredes)                     | "I Will Wait"                             | ✔                    | —                    | ✔                    | —                    |
| 2     | Mariana Bandhold (18 anos, Cascais)                  | "Sweet Dreams"                            | ✔                    | ✔                    | ✔                    | —                    |
| 3     | Pablo Oliveira (18 anos, Costa de Caparica)          | "Proud Mary"                              | —                    | —                    | —                    | ✔                    |
| 4     | Luís Salvação (25 anos, Lisboa)                      | "Your Man"                                | —                    | —                    | —                    | —                    |
| 5     | João Alves (25 anos, Lisboa)                         | "A Máquina (Acordou)"                     | —                    | ✔                    | —                    | ✔                    |
| 6     | Ricardo Morais (29 anos, Costa de Caparica)          | "Livin' on a Prayer"                      | ✔                    | ✔                    | ✔                    | ✔                    |
| 7     | Inês Góis (25 anos, Pegões)                          | "Oh! Darling"                             | ✔                    | ✔                    | ✔                    | —                    |
| 8     | Carla da Silva (22 anos, Bragança)                   | "Feira de Castro"                         | —                    | —                    | —                    | —                    |
| 9     | Jessica Cipriano (21 anos, Caldas da Rainha)         | "Girl on Fire"                            | —                    | —                    | ✔                    | —                    |
| 10    | Cristiano Brito (36 anos, Hamburgo)                  | "I Won't Let You Go"                      | —                    | —                    | —                    | —                    |
| 11    | Rita Seidi (16 anos, Albufeira)                      | "(You Make Me Feel Like) A Natural Woman" | ✔                    | ✔                    | ✔                    | ✔                    |
| 12    | Pedro Gonçalves (16 anos, Maia)                      | "Give Me Love"                            | —                    | —                    | —                    | —                    |
| 13    | Diogo Lestre (24 anos, Cucujães)                     | "Ain't No Sunshine"                       | —                    | —                    | —                    | ✔                    |
| 14    | Bruno Vieira (18 anos, Porto)                        | "Lambreta"                                | ✔                    | ✔                    | ✔                    | ✔                    |
| 15    | Sandra Gonçalves e Rui Faria (39 e 37 anos, Cascais) | "We've Got Tonight"                       | ✔                    | —                    | ✔                    | —                    |

### 4.º Episódio (20 de abril de 2014)
| Ordem | Concorrente                                     | Canção               | Escolha dos mentores | Escolha dos mentores | Escolha dos mentores | Escolha dos mentores |
| Ordem | Concorrente                                     | Canção               | Mickael              | Marisa               | Anselmo              | Rui                  |
| ----- | ----------------------------------------------- | -------------------- | -------------------- | -------------------- | -------------------- | -------------------- |
| 1     | Catarina Alves (18 anos, Lisboa)                | "Mean"               | ✔                    | ✔                    | —                    | ✔                    |
| 2     | Carolina Santos (19 anos, Santa Maria da Feira) | "Love of My Life"    | ✔                    | —                    | —                    | ✔                    |
| 3     | Rui Drumond (33 anos, Lisboa)                   | "Wrecking Ball"      | ✔                    | ✔                    | ✔                    | ✔                    |
| 4     | Ana Paula e Marisa Camões (28 anos, Lavradio)   | "2 Become 1"         | —                    | —                    | —                    | —                    |
| 5     | Tatiana André (16 anos, Nazaré)                 | "One Moment in Time" | —                    | —                    | —                    | ✔                    |
| 6     | Joel Ferreira (16 anos, Friburgo)               | "That Should Be Me"  | ✔                    | —                    | ✔                    | —                    |
| 7     | Simão Teles (16 anos, Cartaxo)                  | "Milord"             | —                    | —                    | —                    | —                    |
| 8     | Vanessa Martins (26 anos, Miranda do Douro)     | "If I Were a Boy"    | —                    | —                    | ✔                    | ✔                    |
| 9     | Marta Carrilho (22 anos, Évora)                 | "Pie Jesu"           | —                    | —                    | —                    | ✔                    |
| 10    | Dora Oliveira (32 anos, Leiria)                 | "Let It Rain"        | —                    | —                    | —                    | —                    |
| 11    | David Fonseca (27 anos, Setúbal)                | "Just the Two of Us" | —                    | —                    | ✔                    | ✔                    |
| 12    | Mariana Azevedo (17 anos, Vila Nova de Gaia)    | "Feeling Good"       | —                    | —                    | —                    | ✔                    |
| 13    | Bruno Meyners (26 anos, Almada)                 | "You Found Me"       | —                    | —                    | —                    | —                    |
| 14    | Sandy Soares (42 anos, Sintra)                  | "Georgia On My Mind" | ✔                    | ✔                    | ✔                    | ✔                    |
| 15    | Bianca Barros (16 anos, Viana do Castelo)       | "Listen"             | ✔                    | ✔                    | —                    | ✔                    |

### 5.º Episódio (27 de abril de 2014)
| Ordem | Concorrente                                      | Canção                         | Escolha dos mentores | Escolha dos mentores | Escolha dos mentores | Escolha dos mentores |
| Ordem | Concorrente                                      | Canção                         | Mickael              | Marisa               | Anselmo              | Rui                  |
| ----- | ------------------------------------------------ | ------------------------------ | -------------------- | -------------------- | -------------------- | -------------------- |
| 1     | Filipa Henriques (22 anos, Charneca da Caparica) | "One Night Only"               | ✔                    | —                    | —                    | —                    |
| 2     | Nuno Pinto (23 anos, Lisboa)                     | "Locked Out of Heaven"         | —                    | ✔                    | ✔                    | —                    |
| 3     | Elisabete Batista (25 anos, Madeira)             | "One And Only"                 | ✔                    | ✔                    | ✔                    | ✔                    |
| 4     | Tiago Braga (19 anos, Vila Nova de Gaia)         | "Lights"                       | —                    | —                    | —                    | —                    |
| 5     | Sara Ribeiro (27 anos, Carvalhal)                | "One Moment in Time"           | ✔                    | —                    | —                    | ✔                    |
| 6     | Inês Guedes (19 anos, Sintra)                    | "Read All About It"            | ✔                    | —                    | —                    | —                    |
| 7     | Diogo Binnema (26 anos, Coimbra)                 | "Frágil"                       | —                    | —                    | ✔                    | —                    |
| 8     | Débora Teixeira (20 anos, Chaves)                | "Why Don't You Love Me"        | —                    | —                    | —                    | —                    |
| 9     | Rebeca Reinaldo (19 anos, Linda-a-Velha)         | "A Thousand Years"             | ✔                    | —                    | —                    | ✔                    |
| 10    | Inês David (30 anos, Leiria)                     | "Love on Top"                  | —                    | —                    | —                    | —                    |
| 11    | Gonçalo Silva (17 anos, Amora)                   | "All of Me"                    | —                    | —                    | —                    | ✔                    |
| 12    | Carla Baptista (35 anos, Montijo)                | "Desfado"                      | —                    | —                    | ✔                    | —                    |
| 13    | Susana Neves (37 anos, Olhão)                    | "Nobody's Wife"                | —                    | —                    | —                    | —                    |
| 14    | Glória Pretorius (43 anos, Mem Martins)          | "Something's Got a Hold On Me" | —                    | —                    | —                    | ✔                    |
| 15    | Luís Sequeira (20 anos, Montijo)                 | "High and Dry"                 | ✔                    | ✔                    | ✔                    | ✔                    |

### 6.º Episódio (4 de maio de 2014)
| Ordem | Concorrente                                          | Canção                | Escolha dos mentores | Escolha dos mentores | Escolha dos mentores | Escolha dos mentores |
| Ordem | Concorrente                                          | Canção                | Mickael              | Marisa               | Anselmo              | Rui                  |
| ----- | ---------------------------------------------------- | --------------------- | -------------------- | -------------------- | -------------------- | -------------------- |
| 1     | Diogo Correia (19 anos, Lixa)                        | "Best of You"         | ✔                    | —                    | —                    | —                    |
| 2     | Alexandre Malveiro (18 anos, Amadora)                | "Euphoria"            | —                    | —                    | —                    | —                    |
| 3     | Alexandre Guerra (20 anos, Vila Franca de Xira)      | "Creep"               | ✔                    | ✔                    | ✔                    | ✔                    |
| 4     | Maria Santos (20 anos, Porto)                        | "La La La"            | —                    | —                    | ✔                    | —                    |
| 5     | Teresa Rocha (19 anos, Alcobaça)                     | "Desfado"             | ✔                    | ✔                    | —                    | ✔                    |
| 6     | Catarina Correia (17 anos, Vila Nova de Santo André) | "I Won't Give Up"     | ✔                    | Equipa cheia         | —                    | —                    |
| 7     | Maria Estrela Gomes (17 anos, Coimbra)               | "Put Your Records On" | Equipa cheia         | Equipa cheia         | —                    | —                    |
| 8     | Raquel Silva (19 anos, Leiria)                       | "Scratch My Back"     | Equipa cheia         | Equipa cheia         | ✔                    | —                    |
| 9     | Cátia Fernandes (19 anos, Guimarães)                 | Set Fire to the Rain  | Equipa cheia         | Equipa cheia         | —                    | —                    |
| 10    | Patrícia Araújo (21 anos, Funchal)                   | "Crazy"               | Equipa cheia         | Equipa cheia         | ✔                    | ✔                    |
| 11    | Ricardo Costa (21 anos, Entroncamento)               | "Redemption Song"     | Equipa cheia         | Equipa cheia         | ✔                    | —                    |
| 12    | Pedro Portas (38 anos, Queluz)                       | "Adeus Tristeza"      | Equipa cheia         | Equipa cheia         | Equipa cheia         | —                    |
| 13    | Patrícia Teixeira (19 anos, Marco de Canaveses)      | "Hallelujah"          | Equipa cheia         | Equipa cheia         | Equipa cheia         | —                    |
| 14    | Tiago Garrinhas (23 anos, Avis)                      | "Highway to Hell"     | Equipa cheia         | Equipa cheia         | Equipa cheia         | ✔                    |

## As Batalhas
Legenda:
| Episódio                   | Mentor           | Ordem | Vencedor            | Canção                           | Vencido             | Resultado para 'Salvar' | Resultado para 'Salvar' | Resultado para 'Salvar' | Resultado para 'Salvar' |
| Episódio                   | Mentor           | Ordem | Vencedor            | Canção                           | Vencido             | Mickael                 | Marisa                  | Anselmo                 | Rui                     |
| -------------------------- | ---------------- | ----- | ------------------- | -------------------------------- | ------------------- | ----------------------- | ----------------------- | ----------------------- | ----------------------- |
| 7.º Episódio (11 de maio)  | Marisa Liz       | 1     | Nuno Pinto          | "Sol de Inverno"                 | João Alves          | —                       | —                       | —                       | —                       |
| 7.º Episódio (11 de maio)  | Anselmo Ralph    | 2     | Leonor Andrade      | "It's a Man's Man's Man's World" | Jessica Cipriano    | ✔                       | —                       | —                       | ✔                       |
| 7.º Episódio (11 de maio)  | Rui Reininho     | 3     | Pablo Oliveira      | "Tainted Love"                   | Carolina Santos     | —                       | —                       | —                       | —                       |
| 7.º Episódio (11 de maio)  | Mickael Carreira | 4     | Bernardo Nunes      | "Mirrors"                        | Alexandre Guerra    | —                       | —                       | —                       | —                       |
| 7.º Episódio (11 de maio)  | Rui Reininho     | 5     | Alexandre Casimiro  | "Sex on Fire"                    | Mariana Azevedo     | —                       | —                       | ✔                       | —                       |
| 7.º Episódio (11 de maio)  | Anselmo Ralph    | 6     | Rita Seidi          | "Super Duper Love"               | Raquel Silva        | —                       | —                       | —                       | —                       |
| 7.º Episódio (11 de maio)  | Marisa Liz       | 7     | Inês Góis           | "Golden Days"                    | Mariana Morais      | —                       | —                       | —                       | —                       |
| 7.º Episódio (11 de maio)  | Mickael Carreira | 8     | Carlos Costa        | "Beneath Your Beautiful"         | Renata Gonçalves    | —                       | ✔                       | —                       | —                       |
|                            |                  |       |                     |                                  |                     |                         |                         |                         |                         |
| 8.º Episódio (18 de maio)  | Marisa Liz       | 1     | Bianca Barros       | "Roar"                           | Anouska Romão       | —                       | —                       | —                       | —                       |
| 8.º Episódio (18 de maio)  | Anselmo Ralph    | 2     | Pedro Garcia        | "Love the Way You Lie (Pt II)"   | Constança Gonçalves | —                       | —                       | —                       | ✔                       |
| 8.º Episódio (18 de maio)  | Rui Reininho     | 3     | Benedita Gonçalves  | "Over the Rainbow"               | Marta Carrilho      | —                       | —                       | —                       | —                       |
| 8.º Episódio (18 de maio)  | Mickael Carreira | 4     | Nuno Ribeiro        | "O Amor é Mágico"                | Joel Ferreira       | —                       | —                       | —                       | —                       |
| 8.º Episódio (18 de maio)  | Rui Reininho     | 5     | Sara Ribeiro        | "Dream a Little Dream of Me"     | Patrícia Araújo     | —                       | —                       | —                       | —                       |
| 8.º Episódio (18 de maio)  | Anselmo Ralph    | 6     | Vanessa Martins     | "Born This Way"                  | Sofia Fortuna       | —                       | —                       | —                       | —                       |
| 8.º Episódio (18 de maio)  | Marisa Liz       | 7     | Bruno Vieira        | "Ouvi Dizer"                     | Teresa Rocha        | —                       | —                       | —                       | —                       |
| 8.º Episódio (18 de maio)  | Mickael Carreira | 8     | Mariana Bandhold    | "Beautiful"                      | Filipa Henriques    | —                       | —                       | —                       | —                       |
|                            |                  |       |                     |                                  |                     |                         |                         |                         |                         |
| 9.º Episódio (1 de junho)  | Mickael Carreira | 1     | Sandra & Rui        | "You Raise Me Up"                | Dinis Coutinho      | —                       | —                       | —                       | —                       |
| 9.º Episódio (1 de junho)  | Anselmo Ralph    | 2     | João Parreira       | "Cupido"                         | Diogo Binnema       | —                       | —                       | —                       | —                       |
| 9.º Episódio (1 de junho)  | Rui Reininho     | 3     | Tatiana André       | "Hero"                           | Rebeca Reinaldo     | —                       | —                       | —                       | —                       |
| 9.º Episódio (1 de junho)  | Marisa Liz       | 4     | Ricardo Morais      | "Too Much Love Will Kill You"    | Maria Constança     | ✔                       | —                       | —                       | —                       |
| 9.º Episódio (1 de junho)  | Mickael Carreira | 5     | André Carneiro      | "Broken Strings"                 | Inês Guedes         | Equipa cheia            | —                       | ✔                       | —                       |
| 9.º Episódio (1 de junho)  | Anselmo Ralph    | 6     | Elisabete Batista   | "You've Got The Love"            | Carla Batista       | Equipa cheia            | —                       | Equipa cheia            | —                       |
| 9.º Episódio (1 de junho)  | Rui Reininho     | 7     | Gonçalo Silva       | "Fácil de Entender"              | Bruno Lestre        | Equipa cheia            | —                       | Equipa cheia            | —                       |
| 9.º Episódio (1 de junho)  | Marisa Liz       | 8     | Luís Sequeira       | "Hedonism"                       | Nádia Marques       | Equipa cheia            | —                       | Equipa cheia            | —                       |
|                            |                  |       |                     |                                  |                     |                         |                         |                         |                         |
| 10.º Episódio (8 de junho) | Marisa Liz       | 1     | Gabriela Marramaque | "Skyfall"                        | Sandy Soares        | Equipa cheia            | —                       | Equipa cheia            | —                       |
| 10.º Episódio (8 de junho) | Anselmo Ralph    | 2     | Rui Drummond        | "Impossible"                     | Ricardo Costa       | Equipa cheia            | —                       | Equipa cheia            | ✔                       |
| 10.º Episódio (8 de junho) | Mickael Carreira | 3     | Catarina Alves      | "Guess It's Alright"             | Catarina Correia    | Equipa cheia            | —                       | Equipa cheia            | Equipa cheia            |
| 10.º Episódio (8 de junho) | Rui Reininho     | 4     | Glória Pretorius    | "Heavy Cross"                    | Fábio de Sousa      | Equipa cheia            | ✔                       | Equipa cheia            | Equipa cheia            |
| 10.º Episódio (8 de junho) | Anselmo Ralph    | 5     | David Fonseca       | "Royals"                         | Maria Santos        | Equipa cheia            | Equipa cheia            | Equipa cheia            | Equipa cheia            |
| 10.º Episódio (8 de junho) | Marisa Liz       | 6     | Miguel Monteiro     | "Somebody That I Used to Know"   | Inês Lucas          | Equipa cheia            | Equipa cheia            | Equipa cheia            | Equipa cheia            |
| 10.º Episódio (8 de junho) | Mickael Carreira | 7     | Diogo Correia       | "Closer to the Edge"             | Mário Pedrosa       | Equipa cheia            | Equipa cheia            | Equipa cheia            | Equipa cheia            |
| 10.º Episódio (8 de junho) | Rui Reininho     | 8     | Tiago Garrinhas     | "Time Is Running Out"            | Gabriela Pina       | Equipa cheia            | Equipa cheia            | Equipa cheia            | Equipa cheia            |

## Tira-Teimas
Legenda:
Passagem direta
| Mentor           | Concorrente         |
| ---------------- | ------------------- |
| Mickael Carreira | Diogo Correia       |
| Mickael Carreira | Nuno Ribeiro        |
| Marisa Liz       | Bruno Vieira        |
| Marisa Liz       | Bianca Barros       |
| Anselmo Ralph    | Leonor Andrade      |
| Anselmo Ralph    | Pedro Garcia        |
| Rui Reininho     | Constança Gonçalves |
| Rui Reininho     | Tiago Garrinhas     |

### 11.º Episódio (15 de junho de 2014)
| Mentor           | Ordem | Concorrente          | Canção                               | Resultado  |
| ---------------- | ----- | -------------------- | ------------------------------------ | ---------- |
| Marisa Liz       | 1     | Ricardo Morais       | "Broken Wings"                       | Salvo      |
| Marisa Liz       | 2     | Fábio de Sousa       | "Give it to Me"                      | Eliminado  |
| Marisa Liz       | 3     | Renata Gonçalves     | "Alone"                              | Salva      |
| Marisa Liz       | 4     | Gabriela Marramaque  | "Sweet Child o' Mine"                | Eliminada  |
| Anselmo Ralph    | 5     | Mariana Azevedo      | "And I Am Telling You I'm Not Going" | Salva      |
| Anselmo Ralph    | 6     | Inês Guedes          | "Right To Be Wrong"                  | Eliminada  |
| Anselmo Ralph    | 7     | João Parreira        | "Como Olvidar"                       | Salvo      |
| Anselmo Ralph    | 8     | David Fonseca        | "When a Man Loves a Woman"           | Eliminado  |
| Rui Reininho     | 9     | Benedita Gonçalves   | "Little Talks"                       | Eliminada  |
| Rui Reininho     | 10    | Pablo Oliveira       | "Back to Black"                      | Salvo      |
| Rui Reininho     | 11    | Tatiana André        | "Rosa Sangue"                        | Eliminada  |
| Rui Reininho     | 12    | Alexandre Casimiro   | "Matas-me Com O Teu Olhar"           | Salvo      |
| Mickael Carreira | 13    | Sandra & Rui         | "A Whole New World"                  | Eliminados |
| Mickael Carreira | 14    | Bernardo Nunes       | "Wicked Game"                        | Salvo      |
| Mickael Carreira | 15    | Mª Constança Moreira | "Hate Myself For Loving You"         | Eliminada  |
| Mickael Carreira | 16    | Mariana Bandhold     | "Love Is on the Way"                 | Salva      |

### 12.º Episódio (22 de junho de 2014)
| Mentor           | Ordem | Concorrente       | Canção                           | Resultado |
| ---------------- | ----- | ----------------- | -------------------------------- | --------- |
| Mickael Carreira | 1     | Jéssica Cipriano  | "Listen"                         | Salva     |
| Mickael Carreira | 2     | André Carneiro    | "Canção de Engate"               | Eliminado |
| Mickael Carreira | 3     | Catarina Alves    | "Good Girl"                      | Eliminada |
| Mickael Carreira | 4     | Carlos Costa      | "Stay"                           | Salvo     |
| Rui Reininho     | 5     | Ricardo Costa     | "Englishman in new York"         | Salvo     |
| Rui Reininho     | 6     | Gonçalo Silva     | "Não Me Deixes Partir"           | Eliminado |
| Rui Reininho     | 7     | Sara Ribeiro      | "It's Oh So Quiet"               | Salva     |
| Rui Reininho     | 8     | Glória Pretorius  | "Gaivota"                        | Eliminada |
| Anselmo Ralph    | 9     | Rui Drummond      | "Superstition"                   | Salvo     |
| Anselmo Ralph    | 10    | Vanessa Martins   | "Objection (Tango)"              | Eliminada |
| Anselmo Ralph    | 11    | Elisabete Batista | "Nobody's Perfect"               | Eliminada |
| Anselmo Ralph    | 12    | Rita Seidi        | "Get Here"                       | Salva     |
| Marisa Liz       | 13    | Inês Góis         | "Cryin'"                         | Eliminada |
| Marisa Liz       | 14    | Nuno Pinto        | "Say Something"                  | Salvo     |
| Marisa Liz       | 15    | Miguel Monteiro   | "Não Desistas de Mim"            | Eliminado |
| Marisa Liz       | 16    | Luís Sequeira     | "Where the Streets Have No Name" | Salvo     |

## Galas em direto

### 13.º e 14.º Episódios: Top 24 (29 de junho e 6 de julho)
- Nestas duas galas, os 6 concorrentes de todas as equipas foram divididos em dois grupos de três. Em cada grupo são salvos dois concorrentes, um(a) pelo(a) público e outro(a) pelo(a) mentor(a), avançando, ao todo, quatro concorrentes de cada equipa para a 3.ª Gala.

| 13.º Episódio (29 de junho) | Marisa Liz       | 1  | Renata Gonçalves    | "Fix You"                          | Eliminada          |  |  |  |  |
| 13.º Episódio (29 de junho) | Marisa Liz       | 2  | Luís Sequeira       | "Resistance"                       | Salvo pela Marisa  |  |  |  |  |
| 13.º Episódio (29 de junho) | Marisa Liz       | 3  | Bianca Barros       | "Addicted to You"                  | Salva pelo público |  |  |  |  |
| 13.º Episódio (29 de junho) | Anselmo Ralph    | 4  | Mariana Azevedo     | "Rolling in the Deep"              | Eliminada          |  |  |  |  |
| 13.º Episódio (29 de junho) | Anselmo Ralph    | 5  | Pedro Garcia        | "When I Was Your Man"              | Salvo pelo público |  |  |  |  |
| 13.º Episódio (29 de junho) | Anselmo Ralph    | 6  | Leonor Andrade      | "I Put a Spell on You"             | Salva pelo Anselmo |  |  |  |  |
| 13.º Episódio (29 de junho) | Rui Reininho     | 7  | Tiago Garrinhas     | "Titanium"                         | Salvo pelo público |  |  |  |  |
| 13.º Episódio (29 de junho) | Rui Reininho     | 8  | Sara Ribeiro        | "Summertime Sadness"               | Salva pelo Rui     |  |  |  |  |
| 13.º Episódio (29 de junho) | Rui Reininho     | 9  | Pablo Oliveira      | "Feeling Good"                     | Eliminado          |  |  |  |  |
| 13.º Episódio (29 de junho) | Mickael Carreira | 10 | Carlos Costa        | "Skinny Love"                      | Salvo pelo público |  |  |  |  |
| 13.º Episódio (29 de junho) | Mickael Carreira | 11 | Diogo Correia       | "Ouvi Dizer"                       | Eliminado          |  |  |  |  |
| 13.º Episódio (29 de junho) | Mickael Carreira | 12 | Jéssica Cipriano    | "The Voice Within"                 | Salva pelo Mickael |  |  |  |  |
|                             |                  |    |                     |                                    |                    |  |  |  |  |
| 14.º Episódio (6 de julho)  | Mickael Carreira | 1  | Mariana Bandhold    | "A Moment Like This"               | Salva pelo Mickael |  |  |  |  |
| 14.º Episódio (6 de julho)  | Mickael Carreira | 2  | Nuno Ribeiro        | "Happy"                            | Salvo pelo público |  |  |  |  |
| 14.º Episódio (6 de julho)  | Mickael Carreira | 3  | Bernardo Nunes      | "I Heard It Through the Gravepine" | Eliminado          |  |  |  |  |
| 14.º Episódio (6 de julho)  | Anselmo Ralph    | 4  | Rita Seidi          | "Let it Be"                        | Salva pelo Anselmo |  |  |  |  |
| 14.º Episódio (6 de julho)  | Anselmo Ralph    | 5  | João Parreira       | "Perdóname"                        | Eliminado          |  |  |  |  |
| 14.º Episódio (6 de julho)  | Anselmo Ralph    | 6  | Rui Drumond         | "Wake Me Up"                       | Salvo pelo público |  |  |  |  |
| 14.º Episódio (6 de julho)  | Rui Reininho     | 7  | Ricardo Costa       | "Stand by Me"                      | Eliminado          |  |  |  |  |
| 14.º Episódio (6 de julho)  | Rui Reininho     | 8  | Alexandre Casimiro  | "Walking By Myself"                | Salvo pelo público |  |  |  |  |
| 14.º Episódio (6 de julho)  | Rui Reininho     | 9  | Constança Gonçalves | "Fame"                             | Salva pelo Rui     |  |  |  |  |
| 14.º Episódio (6 de julho)  | Marisa Liz       | 10 | Bruno Vieira        | "Eu Sei que Vou Te Amar"           | Salvo pela Marisa  |  |  |  |  |
| 14.º Episódio (6 de julho)  | Marisa Liz       | 11 | Ricardo Morais      | "Roxanne"                          | Eliminado          |  |  |  |  |
| 14.º Episódio (6 de julho)  | Marisa Liz       | 12 | Nuno Pinto          | "In the Air Tonight"               | Salvo pelo público |  |  |  |  |

Outras atuações
| 13 | 1 | Marisa Liz e equipa       | "You've Got a Friend"        |  |  |  |  |  |  |
| 13 | 2 | Anselmo Ralph e equipa    | "Blurred Lines"              |  |  |  |  |  |  |
| 13 | 3 | Rui Reininho e equipa     | "Bem bom"                    |  |  |  |  |  |  |
| 13 | 4 | Mickael Carreira e equipa | "Cupido"                     |  |  |  |  |  |  |
|    |   |                           |                              |  |  |  |  |  |  |
| 14 | 1 | Mickael Carreira e equipa | "Bailando"                   |  |  |  |  |  |  |
| 14 | 2 | Anselmo Ralph e equipa    | "If There's Any Justice"     |  |  |  |  |  |  |
| 14 | 3 | Rui Reininho e equipa     | "Sympathy for the Devil"     |  |  |  |  |  |  |
| 14 | 4 | Marisa Liz e equipa       | "Foram Cardos, Foram Prosas" |  |  |  |  |  |  |

### 15.º Episódio: Top 16 (13 de julho)
| Mentor           | Ordem | Concorrente         | Canção                       | Resultado          |
| ---------------- | ----- | ------------------- | ---------------------------- | ------------------ |
| Anselmo Ralph    | 1     | Pedro Garcia        | "Story of My Life"           | Eliminado          |
| Anselmo Ralph    | 2     | Leonor Andrade      | "Turning Tables"             | Salva pelo Anselmo |
| Anselmo Ralph    | 3     | Rui Drumond         | "Freedom! '90"               | Salvo pelo público |
| Anselmo Ralph    | 4     | Rita Seidi          | "Superwoman"                 | Eliminada          |
| Mickael Carreira | 5     | Jéssica Cipriano    | "All by Myself"              | Salva pelo Mickael |
| Mickael Carreira | 6     | Carlos Costa        | "Burn"                       | Eliminado          |
| Mickael Carreira | 7     | Mariana Bandhold    | "Domino"                     | Eliminada          |
| Mickael Carreira | 8     | Nuno Ribeiro        | "Balada do Desajeitado"      | Salvo pelo público |
| Rui Reininho     | 9     | Constança Gonçalves | "Saving All My Love for You" | Eliminada          |
| Rui Reininho     | 10    | Alexandre Casimiro  | "A Minha Música"             | Salvo pelo público |
| Rui Reininho     | 11    | Sara Ribeiro        | "Barco Negro"                | Eliminada          |
| Rui Reininho     | 12    | Tiago Garrinhas     | "Here I Go Again"            | Salvo pelo Rui     |
| Marisa Liz       | 13    | Luís Sequeira       | "Somewhere Only We Know"     | Salvo pelo público |
| Marisa Liz       | 14    | Bianca Barros       | "Unconditionally"            | Salva pela Marisa  |
| Marisa Liz       | 15    | Nuno Pinto          | "With or Without You"        | Eliminado          |
| Marisa Liz       | 16    | Bruno Vieira        | "O Sopro do Coração"         | Eliminado          |

Outras atuações
| Ordem | Artista(s)     | Canção        |
| ----- | -------------- | ------------- |
| 1     | Mariana Guedes | "Água de Mar" |

### 16.º Episódio: Top 8 (20 de julho)
| Mentor           | Ordem | Concorrente        | Canção                                    | Pontos dos Mentores | Pontos do Público | Total | Resultado |
| ---------------- | ----- | ------------------ | ----------------------------------------- | ------------------- | ----------------- | ----- | --------- |
| Anselmo Ralph    | 1     | Leonor Andrade     | "At Last"                                 | 24                  | 5                 | 29    | Eliminada |
| Anselmo Ralph    | 2     | Rui Drumond        | "Demons"                                  | 26                  | 45                | 71    | Salvo     |
| Mickael Carreira | 3     | Jéssica Cipriano   | "Love on Top"                             | 23                  | 11                | 34    | Eliminada |
| Mickael Carreira | 4     | Nuno Ribeiro       | "Feeling"                                 | 27                  | 39                | 66    | Salvo     |
| Rui Reininho     | 5     | Alexandre Casimiro | "Bad Case of Loving You (Doctor, Doctor)" | 26                  | 29                | 55    | Salvo     |
| Rui Reininho     | 6     | Tiago Garrinhas    | "Whole Lotta Love"                        | 24                  | 21                | 45    | Eliminado |
| Marisa Liz       | 7     | Luís Sequeira      | "Creep"                                   | 28                  | 27                | 55    | Salvo     |
| Marisa Liz       | 8     | Bianca Barros      | "Hurt"                                    | 22                  | 23                | 45    | Eliminada |

Outras atuações
| Ordem | Artista(s)                           | Canção                     |
| ----- | ------------------------------------ | -------------------------- |
| 1     | Top 8                                | "Don't Stop Me Now"        |
| 2     | Leonor Andrade e Rui Drumond         | "Gravity"                  |
| 3     | Jéssica Cipriano e Nuno Ribeiro      | "All of Me"                |
| 4     | Alexandre Casimiro e Tiago Garrinhas | "Are You Gonna Be My Girl" |
| 5     | Luís Sequeira e Bianca Barros        | "One"                      |

### 17.º Episódio: Final (27 de julho)
| Marisa Liz                                                    | Luís Sequeira      | 1 | "Stairway to Heaven"             | 8                                | "Rosa Sangue"                    | Top 3     |  |  |  |
| Anselmo Ralph                                                 | Rui Drumond        | 5 | "When a Man Loves a Woman"       | 2                                | "A Única Mulher"                 | Top 3     |  |  |  |
| Mickael Carreira                                              | Nuno Ribeiro       | 3 | "Stay with Me"                   | 6                                | "Porque Ainda te Amo"            | 4.º Lugar |  |  |  |
| Rui Reininho                                                  | Alexandre Casimiro | 7 | "O Pastor"                       | 4                                | "Quero Que Vá Tudo P'ró Inferno" | Top 3     |  |  |  |
|                                                               |                    |   |                                  |                                  |                                  |           |  |  |  |
| Atuação Final (canção interpretada anteriormente no programa) |                    |   |                                  |                                  |                                  |           |  |  |  |
| Anselmo Ralph                                                 | Rui Drumond        | 1 | "Wrecking Ball"                  | "Wrecking Ball"                  | "Wrecking Ball"                  | Vencedor  |  |  |  |
| Rui Reininho                                                  | Alexandre Casimiro | 2 | "Sex on Fire"                    | "Sex on Fire"                    | "Sex on Fire"                    | 3.º Lugar |  |  |  |
| Marisa Liz                                                    | Luís Sequeira      | 3 | "Where the Streets Have No Name" | "Where the Streets Have No Name" | "Where the Streets Have No Name" | 2.º Lugar |  |  |  |

Outras atuações
| Ordem | Artista(s) | Canção                                                             |
| ----- | ---------- | ------------------------------------------------------------------ |
| 1     | Top 4      | "A Máquina (Acordou)"/ "Não Me Toca"/ "Como Uma Tatuagem"/ "Dunas" |

## Resultados das Galas

### Todos
Informação dos concorrentes
| Artista da Equipa Mickael Artista da Equipa Marisa | Artista da Equipa Anselmo Artista da Equipa Rui |

Detalhes dos resultados
| Vencedor Segundo Lugar Terceiro Lugar Quarto Lugar | Artista avançou para a final Artista foi salvo(a) pelo público Artista foi salvo(a) pelo mentor Artista foi eliminado(a) |

| Concorrente | Concorrente         | 1ª e 2ª   | 3ª                  | 4ª                  | Final               |
| ----------- | ------------------- | --------- | ------------------- | ------------------- | ------------------- |
|             | Rui Drummond        | Salvo     | Salvo               | Finalista           | Vencedor            |
|             | Luís Sequeira       | Salvo     | Salvo               | Finalista           | 2º Lugar            |
|             | Alexandre Casimiro  | Salvo     | Salvo               | Finalista           | 3º Lugar            |
|             | Nuno Ribeiro        | Salvo     | Salvo               | Finalista           | 4º Lugar            |
|             | Bianca Barros       | Salva     | Salva               | Eliminada           | Eliminados (Gala 4) |
|             | Jéssica Cipriano    | Salva     | Salva               | Eliminada           | Eliminados (Gala 4) |
|             | Leonor Andrade      | Salva     | Salva               | Eliminada           | Eliminados (Gala 4) |
|             | Tiago Garrinhas     | Salvo     | Salvo               | Eliminado           | Eliminados (Gala 4) |
|             | Bruno Vieira        | Salvo     | Eliminado           | Eliminados (Gala 3) | Eliminados (Gala 3) |
|             | Carlos Costa        | Salvo     | Eliminado           | Eliminados (Gala 3) | Eliminados (Gala 3) |
|             | Constança Gonçalves | Salva     | Eliminada           | Eliminados (Gala 3) | Eliminados (Gala 3) |
|             | Mariana Bandhold    | Salva     | Eliminada           | Eliminados (Gala 3) | Eliminados (Gala 3) |
|             | Nuno Pinto          | Salvo     | Eliminado           | Eliminados (Gala 3) | Eliminados (Gala 3) |
|             | Pedro Garcia        | Salvo     | Eliminado           | Eliminados (Gala 3) | Eliminados (Gala 3) |
|             | Rita Seidi          | Salva     | Eliminada           | Eliminados (Gala 3) | Eliminados (Gala 3) |
|             | Sara Ribeiro        | Salva     | Eliminada           | Eliminados (Gala 3) | Eliminados (Gala 3) |
|             | Bernardo Nunes      | Eliminado | Eliminados (Gala 2) | Eliminados (Gala 2) | Eliminados (Gala 2) |
|             | João Parreira       | Eliminado | Eliminados (Gala 2) | Eliminados (Gala 2) | Eliminados (Gala 2) |
|             | Ricardo Costa       | Eliminado | Eliminados (Gala 2) | Eliminados (Gala 2) | Eliminados (Gala 2) |
|             | Ricardo Morais      | Eliminado | Eliminados (Gala 2) | Eliminados (Gala 2) | Eliminados (Gala 2) |
|             | Diogo Correia       | Eliminado | Eliminados (Gala 1) | Eliminados (Gala 1) | Eliminados (Gala 1) |
|             | Mariana Azevedo     | Eliminada | Eliminados (Gala 1) | Eliminados (Gala 1) | Eliminados (Gala 1) |
|             | Pablo Oliveira      | Eliminado | Eliminados (Gala 1) | Eliminados (Gala 1) | Eliminados (Gala 1) |
|             | Renata Gonçalves    | Eliminada | Eliminados (Gala 1) | Eliminados (Gala 1) | Eliminados (Gala 1) |

### Por equipas
Informação dos concorrentes
| Artista da Equipa Mickael Artista da Equipa Marisa | Artista da Equipa Anselmo Artista da Equipa Rui |

Detalhes dos resultados
| Vencedor Segundo Lugar Terceiro Lugar | Quarto Lugar Artista foi eliminado(a) |

|  | Nuno Ribeiro        | Salvo     | Salvo     | Finalista | 4º Lugar |  |  |
|  | Jéssica Cipriano    | Salva     | Salva     | Eliminada |          |  |  |
|  | Mariana Bandhold    | Salva     | Eliminada |           |          |  |  |
|  | Carlos Costa        | Salvo     | Eliminado |           |          |  |  |
|  | Bernardo Nunes      | Eliminado |           |           |          |  |  |
|  | Diogo Correia       | Eliminado |           |           |          |  |  |
|  |                     |           |           |           |          |  |  |
|  | Luís Sequeira       | Salvo     | Salvo     | Finalista | 2º Lugar |  |  |
|  | Bianca Barros       | Salva     | Salva     | Eliminada |          |  |  |
|  | Nuno Pinto          | Salvo     | Eliminado |           |          |  |  |
|  | Bruno Vieira        | Salvo     | Eliminado |           |          |  |  |
|  | Ricardo Morais      | Eliminado |           |           |          |  |  |
|  | Renata Gonçalves    | Eliminada |           |           |          |  |  |
|  |                     |           |           |           |          |  |  |
|  | Rui Drummond        | Salvo     | Salvo     | Finalista | Vencedor |  |  |
|  | Leonor Andrade      | Salva     | Salva     | Eliminada |          |  |  |
|  | Rita Seidi          | Salva     | Eliminada |           |          |  |  |
|  | Pedro Garcia        | Salvo     | Eliminado |           |          |  |  |
|  | João Parreira       | Eliminado |           |           |          |  |  |
|  | Mariana Azevedo     | Eliminada |           |           |          |  |  |
|  |                     |           |           |           |          |  |  |
|  | Alexandre Casimiro  | Salvo     | Salvo     | Finalista | 3º Lugar |  |  |
|  | Tiago Garrinhas     | Salvo     | Salvo     | Eliminado |          |  |  |
|  | Constança Gonçalves | Salva     | Eliminada |           |          |  |  |
|  | Sara Ribeiro        | Salva     | Eliminada |           |          |  |  |
|  | Ricardo Costa       | Eliminado |           |           |          |  |  |
|  | Pablo Oliveira      | Eliminado |           |           |          |  |  |

#### Resultados Finais
| Mentor        | Concorrente        | Resultado |
| ------------- | ------------------ | --------- |
| Anselmo Ralph | Rui Drummond       | 42%       |
| Marisa Liz    | Luís Sequeira      | 40%       |
| Rui Reininho  | Alexandre Casimiro | 18%       |

## Concorrentes que apareceram em outros programas ou edições
- Pedro Garcia participou na 3.ª edição do Uma Canção para Ti, em 2009.
- Iolanda Costa participou na 1.ª edição do Uma Canção para Ti, em 2008.
- Dinis Coutinho participou no Ídolos 2009, sendo eliminado na Fase do Teatro.
- Carlos Costa ficou em 3.º lugar no Ídolos 2009.
- Mariana Bandhold participou, em conjunto com a mãe, no Família Superstar.
- Pablo Oliveira chegou ao Top 14 do Ídolos 2012.
- Jessica Cipriano participou n' A Voz de Portugal, mas não passou nas Provas Cegas.
- Bruno Vieira participou no Ídolos 2012, sendo eliminado na fase anterior às galas.
- Sandra Gonçalves e Rui Faria participaram ambos no Chuva de Estrelas em 1996, a imitar respetivamente Liza Minelli e Elton John. Rui Faria venceu essa edição com a sua imitação.
- Rui Drumond ficou em 6.º lugar na OT2003.
- Tatiana André participou no Uma Canção para Ti, em 2009.
- Bruno Meyners chegou à fase anterior às galas no Ídolos 2010.
- Nuno Pinto foi 3.º classificado na OT2007.
- Débora Teixeira chegou ao Top 14 do Ídolos 2012.
- Tiago Garrinhas participou no Ídolos 2012, sendo eliminado na fase anterior às galas.

## Audiências
| Episódio | Episódio          | Transmissão origianl | Horário        | Espectadores (em milhões) | Share | Posição (Dia) | Source |
| -------- | ----------------- | -------------------- | -------------- | ------------------------- | ----- | ------------- | ------ |
| 1        | "Provas Cegas"    | 30 de março de 2014  | Domingo 21:07h | 1 143 000                 | 21,8% | #3            | [ 2 ]  |
| 2        | "Provas Cegas"    | 6 de abril de 2014   | Domingo 21:20h | 1 087 000                 | 22,1% | #3            | [ 3 ]  |
| 3        | "Provas Cegas"    | 13 de abril de 2014  | Domingo 21:20h | 1 184 000                 | 24%   | #3            | [ 4 ]  |
| 4        | "Provas Cegas"    | 20 de abril de 2014  | Domingo 21:15h | 921 500                   | 20,2% | #3            | [ 5 ]  |
| 5        | "Provas Cegas"    | 27 de abril de 2014  | Domingo 21:15h | 1 102 000                 | 22,5% | #4            | [ 5 ]  |
| 6        | "Provas Cegas"    | 4 de maio de 2014    | Domingo 21:18h | 893 000                   | 19,5% | #4            | [ 6 ]  |
| 7        | "Batalhas"        | 11 de maio de 2014   | Domingo 21:18h | 1 053 500                 | 22,5% | #4            | [ 7 ]  |
| 8        | "Batalhas"        | 18 de maio de 2014   | Domingo 21:46h | 850 200                   | 18,6% | #8            | [ 8 ]  |
| 9        | "Batalhas"        | 1 de junho de 2014   | Domingo 21:18h | 864 000                   | 15,1% | #10           | [ 8 ]  |
| 10       | "Batalhas"        | 8 de junho de 2014   | Domingo 21:18h | 864 000                   | 19,6% | #5            | [ 9 ]  |
| 11       | "Tira-Teimas"     | 15 de junho de 2014  | Domingo 21:08h | 883 500                   | 21,3% | #4            |        |
| 12       | "Tira-Teimas"     | 22 de junho de 2014  | Domingo 21:12h | 1 195 000                 | 24,4% | #3            | [ 10 ] |
| 13       | "Galas em direto" | 29 de junho de 2014  | Domingo 21:08h | 789 300                   | 18,5% | #6            | [ 11 ] |
| 14       | "Galas em direto" | 6 de julho 2014      | Domingo 21:10h | 893 00                    | 20,6% | #3            |        |